# Hiroaki Zakōji
Hiroaki Zakōji (jap. 座光寺 公明, Zakōji Hiroaki; * 20. Januar 1958 in der Präfektur Tokio; † 29. Januar 1987 ebenda) war ein japanischer Komponist und Pianist.

## Leben
Zakōji wuchs in Hokkaidō auf und studierte das Fach Komposition unter Masanobu Kimura, als er dort High School Kursusteilnehmer war. Er besuchte das Kunst-Institut der Nihon-Universität in Tokio und studierte dort Komposition unter Kiyohiko Kijima sowie Klavier unter Midori Matsuya. Auch erlernte er Komposition unter Roh Ogura in Kamakura.
1982 organisierte er das Musikensemble „Tokyo Shin-Wagaku Consort“, das regelmäßig seine eigene zeitgenössische Musik und auch Werke anderer junger Komponisten spielte. 1985 wurde er im IGNM-Konzert durch die Internationale Gesellschaft für Neue Musik in Basel vorgestellt. Im April 1986 kam er nach Basel zurück, wo sein „Stück III“ für Klavier, Op. 36 aufgeführt wurde. Auch reiste er nach Spanien und Dänemark und schrieb einen beachteten Aufsatz für ein Musikjournal. Seine Stücke Composition II (Op. 11) und Composition III (Op. 13) wurden von einer spanischen Radiostation gesendet. Im Juni 1986 gehörte er zu den Finalisten im buddhistischen internationalen Musik-Wettbewerb in Tokio und sein Op. 18, „Kontinuum“, wurde als Premiere vom Tokio Symphonieorchester dargeboten. Einige Tage nach seinem 29. Geburtstag starb er durch plötzlichen Herzstillstand am 29. Januar 1987 in Tokio.
In seinem kurzen Leben von nur 29 Jahren hinterließ Zakōji 38 Arbeiten.
Der englische Komponist James Stevens schrieb:

„Seine Arbeit war einzigartig, weil sie, trotz seiner im Wesentlichen zeitgenössischen Art, nichts einer bestimmten Mode oder Art und Weise verdankte und sie war folglich außerhalb des Mainstreams der zeitgenössischen Komponisten. Sein Material war das Produkt eines vorzüglichen inneren Ohrs und es wurde mit ‚Mozartischer‘ Integrität behandelt. Es stellte auch traditionelle japanische Konzepte dar. Hiroaki war in der Lage, in gleicher Weise für Streicher, Synthesizer, Symphonieorchester oder traditionelle Instrumente zu komponieren.“

Cello Kammerkonzert (für Cello und Orchester), Op. 29a, wurde aufgeführt im Konzert Orient Occident im Teatre Lliure in Barcelona, zusammen mit einem Werk von Tōru Takemitsu und einem Werk von Yun I-sang, im April und Mail 1992.
Im Januar 2008 wurden einige von Hiroakis früheren Werken (Scherzo, Andante1, Adagio, Movement) digitalisiert und aufgenommen vom spanischen Komponisten Llibert López Pascual. Scherzo wurde im Februar 2008 vom italienischen Radiosender Radio Fermo Uno gesendet.

## Charakter
Da Hiroaki in Hokkaidō, im nördlichen Teil Japans, aufwuchs, wo das Klima kalt und hart ist, scheint er sich einen zähen und geduldigen Charakter erworben zu haben. Er liebte die Natur und den Schnee. Er liebte das Skifahren. Er arbeitete sehr hart und war eine besondere Person, wie auch seine Begabung besonders war, und er war sehr warm und liebevoll.
Widerspruch war sein Charakter. Er war zäh, aber gleichzeitig feinfühlig und zart. Er war sowohl introvertiert wie auch extravertiert. Einerseits hatte er ein sehr beschauliches Wesen, was sich in vielen seiner Werke spiegelt. Er interessierte sich für den Buddhismus
und auch für das Thema „Tod“, was eher ungewöhnlich war für einen jungen Mann seines Alters. Andererseits war er ein sehr sportlicher Mensch, der das Skifahren liebte. Er hatte den obersten Grad des SAJ (Ski Association of Japan) inne und arbeitete im Winter als Skilehrer im Höhenkurort Utsukushi-Gahara in Nagano. Er war ein freudiger junger Mann, der gerne scherzte. Durch seinen Sinn für Humor und seinen einzigartigen Charakter gewann er viele Freunde.
Er war sehr fortschrittlich in seiner Denkweise. Er war erst in den Zwanzigern, unterhielt sich aber mit sehr viel älteren Komponisten fast wie ein Ebenbürtiger. Er war sehr reif und gleichzeitig war er rein und unschuldig wie ein Kind. Er war international, an Reisen und Aufführungen im Ausland interessiert, trotzdem war er patriotisch und ein Nationalist, der sein Land und seine Einwohner liebte. Sein Interesse für alte japanische Mythologie und Geschichte, Kojiki und Nihonshoki, veranlasste ihn, das Werk „Ame no Uzume“ (op. 4) zu schreiben. Er interessierte sich auch für traditionelle japanische Musik, Gagaku, und schrieb die Abhandlungen „Traditionelle japanische Instrumente“ und „Untersuchung über traditionelle japanische Musik und ihre Umwandlung in meinem Werk“.
Seine Lieblingsfarbe war Schwarz, seine Lieblingsstadt Kamakura, und sein liebster Romanschriftsteller war Ryunosuke Akutagawa. Er hinterließ nämlich bei seinem Tod ein Notizbuch, in welchem er sein letztes Werk, die Oper „Der Spinnenfaden“, komponierte. Er war übrigens sehr ordentlich und gut organisiert. Als er starb, zeigte es sich, dass alle seine Partituren in sauberem Zustand waren, wie wenn er seinen plötzlichen Tod vorausgesehen hätte.
Er hatte Liebe und Mitgefühl für seine Mitmenschen und gewann durch seinen Humor und seinen einzigartigen Charakter viele Freunde. Fast 300 Menschen erwiesen ihm bei seinem Begräbnis ihre Achtung. Er war ein gewaltiges Phänomen. Sein plötzlicher Tod war eine unvergleichliche Tragödie; viele Menschen klagten und weinten über den Verlust dieses jungen, seltenen Talents gerade zur Zeit, da es seinen Höhepunkt erreichte.

## Werke

### Orchesterstücke
- Sinfonietta für Streicher, Op. 3 (1979)
- “Umwandlung” (für Orchester), Op. 7 (1980)
- “Meta Polyphonie” (für Orchester), Op. 10 (1981)
- “In Zeit gefangen” (für Orchester), Op. 32 (1982)
- “Continuum” für Orchester - (Originaltitel: „Zeit-Raum Continuum“)

(Premiere: Int. Wettbewerb für Buddhistische Musik in Tokio 1986)

### Konzerte
- Klavierkonzert, Op. 21 (1983)
- Cello Kammerkonzert (für Cello und Orchester), Op. 29a (1985)
- Cellokonzert, Op. 29 b (1985)

### Kammermusik
- Sonate für Flöte und Klavier, Op. 2 (1979)
- “Ame no uzume” (für Sopran, Klavier, Schlagzeug und 7 Blasinstrumente), Op. 4 (1980)
- Kammersinfonie, Op. 5 (1980)
- Komposition I “Stille von inne”n(für Flöte, Violine, Klavier), Op. 8 (1981)
- Streichquartett (unvollendet), Op. 9 (1981)
- Streichquartett, Op. 12a (1981)
- Präludium und Fuge für Streichquartett, Op. 12 b (1981)
- Komposition III “Ke” (für Shakuhachi und Koto), Op. 13 (1981)
- “Zeit in Zeit” für zwei Marimbas, Op. 17 (1982)
- Präludium für Streicher, Op. 20 (1982)
- Klaviertrio (für Klavier, Flöte, Violine), Op. 23 (1983)
- Quintett (für Flöte, Klarinette, Violine, Violoncello, Klavier), Op. 24 (1983)
- Komposition V (für Flöte und Harfe), Op. 26 (1983)
- Monodie (für Flöte und Klavier), Op. 31 (1985)
- Suite für traditionelle Instrumente (für Traverso, Va.da.Gamba und Cembalo), Op. 34 (1986)
- Komposition VI (für Shakuhachi, Koto, Klavier), Op. 37(1986)
- Morphology (für 2 Klaviere), Op. 38 (1986)

### Solostücke
- Komposition II “Myou” (für solo Flöte), Op. 11 (1981)
- Komposition IV “Heiliger Tanz” (für Schlagzeug), Op. 14 (1982)
- Variationen für Solo Cello, Op. 16 (1982)
- Mono-Morphologie I “Fujyu” (für Flöte und Shakuhachi), Op. 22 (1983)
- Mono-Morphologie II (für Gitarre), Op. 27 (1983)
- Klavierstück I, Op. 28 (1985)
- Klavierstück II, Op. 30 (1985)
- “Aya” (für solo Koto), Op. 35 (1986)
- Mono-Morphologie III (für solo Oboe), Op. 33 (1986)
- Klavierstück III, Op. 36 (1986)

### Gesangsstücke
- Drei Lieder, gesetzt auf Gedichte von Chuya Nakahara (für Sopran und Klavier), Op. 1 (1978)
- “Tod und Lächeln” (für Bariton und Klavier), Op. 6 (1980)
- Zwei Lieder, gesungen von Prinz Karu, (Ten, Pf), Op. 15 (1982)
- “Vom Abgrund des Todes” (für Singstimme und Klavier), Op. 19 (1982)

### Chorstücke
- “Totenfeier” (für Chor und Orchester), Op. 25 (1983)
- Erfindung (1985)